# Wahlbezirk Böhmen 115
Der Wahlbezirk Böhmen 115 war ein Wahlkreis für die Wahlen zum Abgeordnetenhaus im österreichischen Kronland Böhmen. Der Wahlbezirk wurde 1907 mit der Einführung der Reichsratswahlordnung geschaffen und bestand bis zum Zusammenbruch der Habsburgermonarchie.

## Geschichte
Nachdem der Reichsrat im Herbst 1906 das allgemeine, gleiche, geheime und direkte Männerwahlrecht beschlossen hatte, wurde mit 26. Jänner 1907 die große Wahlrechtsreform durch Sanktionierung von Kaiser Franz Joseph I. gültig. Mit der neuen Reichsratswahlordnung schuf man insgesamt 516 Wahlbezirke mit je einem zu wählenden Abgeordneten, die durch Direktwahl mit allfälliger Stichwahl bestimmt wurden. Der Wahlkreis Böhmen 115 umfasste die Gerichtsbezirke Sankt Joachimsthal, Platten, Neudeck, Preßnitz, Weipert ohne die Stadt Karlsbad (Wahlbezirk 85) ausgenommen. Aus der Reichsratswahl 1907 ging Dominik Löw von der Sozialdemokratischen Arbeiterpartei mit 60 Prozent der Stimmen im ersten Wahlgang als Sieger hervor. Er konnte sein Mandat bei der Reichsratswahl 1911 mit 60 Prozent erneut im ersten Wahlgang verteidigen. Zweitstärkste Partei bei der Reichsratswahl 1907 war die Alldeutsche Vereinigung, wobei der selbständige Alldeutsche Kandidat 37 Prozent erreichte. 1911 konnte der Kandidat der Deutschradikalen Partei den zweiten Platz erzielen, er kam jedoch nur auf rund 23 Prozent der Stimmen.

## Wahlergebnisse

### Reichsratswahl 1907
Die Reichsratswahl 1907 wurde am 14. Mai 1907 (erster Wahlgang) durchgeführt. Die Stichwahl entfiel auf Grund der absoluten Mehrheit von Dominik Löw im ersten Wahlgang.
| Kandidat                                                                     | Partei                             | Wahlkreis- stimmen | Prozent |
| ---------------------------------------------------------------------------- | ---------------------------------- | ------------------ | ------- |
| Dominik Löw                                                                  | Sozialdemokratische Arbeiterpartei | 5998               | 60,1 %  |
| Franz Görgner                                                                | Selbständiger Alldeutscher         | 3659               | 36,7 %  |
| Josef Schöninger                                                             | Christlichsoziale Partei           | 309                | 3,1 %   |
|                                                                              | Sonstige Parteien                  | 16                 | 0,2 %   |
| Wahlberechtigte: 11.196, Ungültige/Leere Stimmen: 67 Wahlbeteiligung: 89,8 % |                                    |                    |         |

### Reichsratswahl 1911
Die Reichsratswahl 1911 wurde am 13. Juni 1911 durchgeführt. Die Stichwahl entfiel auf Grund der absoluten Mehrheit von Dominik Löw im ersten Wahlgang.
| Kandidat                                                                     | Partei                     | Wahlkreis- stimmen | Prozent |
| ---------------------------------------------------------------------------- | -------------------------- | ------------------ | ------- |
| Dominik Löw                                                                  | Sozialdemokratische Partei | 5927               | 60,2 %  |
| Franz Karl Rohm                                                              | Deutschradikale Partei     | 2243               | 22,8 %  |
| Anton Grimm                                                                  | Deutsche Agrarpartei       | 888                | 9,0 %   |
| Rudolf Ziegler                                                               | Alldeutsche Vereinigung    | 512                | 5,2 %   |
| Josef Wehr                                                                   | Christlichsoziale Partei   | 268                | 2,7 %   |
|                                                                              | Sonstige Parteien          | 14                 | 0,1 %   |
| Wahlberechtigte:11.767, Ungültige/Leere Stimmen: 72, Wahlbeteiligung: 84,3 % |                            |                    |         |